# Vaginulinidae
Vaginulinidae es una familia de foraminíferos bentónicos de la superfamilia Nodosarioidea, del suborden Lagenina y del orden Lagenida. Su rango cronoestratigráfico abarca desde el Triásico superior hasta la Actualidad.

## Clasificación
Vaginulinidae incluye a las siguientes subfamilias y géneros:
- Subfamilia Lenticulininae
  - Cribrolenticulina †
  - Cribrorobulina
  - Cristellariopsis †
  - Dainitella †
  - Dimorphina
  - Lenticulina
  - Lenticulinella †
  - Marginulinopsis
  - Mesolenticulina
  - Neolenticulina
  - Percultazonaria
  - Pravoslavlevia †
  - Pseudosaracenaria †
  - Saracenaria
  - Siphomarginulina
  - Spincterules
  - Turkmenella
- Subfamilia Palmulinae
  - Frondovaginulina †
  - Kyphopyxa †
  - Neoflabellina †
  - Palmula †
  - Reticulopalmula †
- Subfamilia Marginulininae
  - Amphicoryna
  - Astacolus
  - Hemirobulina
  - Marginulina
  - Menkenina †
  - Prismatomorphia
  - Vaginulinopsis
- Subfamilia Vaginulininae
  - Citharina †
  - Citharinella †
  - Flabellinella †
  - Planularia
  - Psilocitharella †
  - Saracenella †
  - Tentifrons †
  - Tentilenticulina †
  - Vaginulina
- Subfamilia Spirolingulininae
  - Ellipsocristellaria †
  - Spirolingulina

Otros géneros considerados en Vaginulinidae son:
- Antenor de la subfamilia Lenticulininae, aceptado como Lenticulina
- Buccinina de la subfamilia Marginulininae, aceptado como Marginulina
- Chrysolus de la subfamilia Marginulininae, aceptado como Astacolus
- Clisiphontes de la subfamilia Lenticulininae, aceptado como Lenticulina
- Cochlea de la subfamilia Lenticulininae, aceptado como Lenticulina
- Cochlidion de la subfamilia Marginulininae, aceptado como Astacolus
- Darbyellina de la subfamilia Lenticulininae, aceptado como Lenticulina
- Crepidulina de la subfamilia Marginulininae, aceptado como Astacolus
- Darbyella de la subfamilia Lenticulininae, aceptado como Laevipeneroplis
- Ellipsomarginulina de la subfamilia Marginulininae, aceptado como Marginulina
- Enantioamphicoryna de la subfamilia Marginulininae, considerado sinónimo posterior de Marginulina
- Enantiocristellaria de la subfamilia Lenticulininae, aceptado como Saracenaria
- Enantiomarginulina de la subfamilia Marginulininae, aceptado como Hemirobulina
- Enantiovaginulina de la subfamilia Marginulininae, aceptado como Astacolus
- Eoflabellina de la subfamilia Lenticulininae, considerado sinónimo posterior de Lenticulina
- Eomarginulinella de la subfamilia Marginulininae
- Gladiaria de la subfamilia Lenticulininae, aceptado como Percultazonaria
- Glandulodimorphina de la subfamilia Lenticulininae, aceptado como Dimorphina
- Hemicristellaria de la subfamilia Marginulininae, aceptado como Hemirobulina
- Herion de la subfamilia Lenticulininae, aceptado como Lenticulina
- Hydromylina de la subfamilia Lenticulininae, considerado sinónimo posterior de Lenticulina
- Lampas de la subfamilia Lenticulininae, aceptado como Lenticulina
- Lenticulites de la subfamilia Lenticulininae, aceptado como Lenticulina
- Linthuris de la subfamilia Lenticulininae, aceptado como Lenticulina
- Macrodites de la subfamilia Lenticulininae, considerado sinónimo posterior de Lenticulina
- Marginulinella de la subfamilia Marginulininae, aceptado como Marginulina
- Megathyra de la subfamilia Vaginulininae, aceptado como Planularia
- Nautilina de la subfamilia Lenticulininae, considerado sinónimo posterior de Lenticulina
- Nodosariopsis de la subfamilia Marginulininae, aceptado como Amphicoryna
- Oreas de la subfamilia Lenticulininae, aceptado como Lenticulina
- Patrocles de la subfamilia Lenticulininae, aceptado como Lenticulina
- Periples de la subfamilia Marginulininae, considerado subgénero de Astacolus, Astacolus (Periples), de estatus incierto
- Perisphinctina de la subfamilia Lenticulininae, aceptado como Lenticulina
- Pharamum de la subfamilia Lenticulininae, aceptado como Lenticulina
- Phonemus de la subfamilia Lenticulininae, aceptado como Lenticulina
- Plesiocorine de la subfamilia Marginulininae, aceptado como Amphicoryna
- Polymorphinoides de la subfamilia Marginulininae, aceptado como Astacolus
- Pseudocitharina de la subfamilia Vaginulininae, aceptado como Citharina
- Pseudodimorphina de la subfamilia Marginulininae, aceptado como Hemirobulina
- Pseudovaginulina de la subfamilia Vaginulininae, aceptado como Citharina
- Rhinocurus de la subfamilia Lenticulininae, aceptado como Lenticulina
- Robidzhonia de la subfamilia Lenticulininae, aceptado como Lenticulina
- Robulina de la subfamilia Lenticulininae, aceptado como Lenticulina
- Robulus de la subfamilia Lenticulininae, aceptado como Lenticulina
- Saccularia de la subfamilia Vaginulininae, aceptado como Citharina
- Sacculariella de la subfamilia Marginulininae, considerado sinónimo posterior de Astacolus
- Scortimus de la subfamilia Lenticulininae, aceptado como Lenticulina
- Soldania de la subfamilia Lenticulininae, aceptado como Lenticulina
- Vaginuloglandulina de la subfamilia Marginulininae, aceptado como Amphicoryna